# Онищенко Олександр Романович
Олекса́ндр Рома́нович Они́щенко (ім'я при народженні — Олександр Раджа́бович Кади́ров) (нар. 31 березня 1969, Матвіїв Курган, Ростовська область, РРФСР) — український бізнесмен, нафтогазовий трейдер; колишній український політик-нардеп ВР України VII від Партії регіонів і VIII скликань від партії та фракції «Воля народу». Спортсмен-кіннотник, організатор численних кінних змагань та конкурсів жіночої краси «Міс Україна».
В Україні звинувачується у державній зраді, організації злочинного угрупування і корупції. Втік від українських правоохоронних органів в Європу, мешкав у Бельгії, Іспанії, спробував отримати політичний притулок у Британії, останнього часу мешкає в Німеччині, де придбав нерухомість і запросив німецьке громадянство (2017).
У січні 2021 року проти нього було запроваджено персональні санкції Міністерства фінансів США за втручання в американські вибори та участь в російській мережі зовнішнього впливу.
Живе в Німеччині. У липні 2022 року отримав статус резидента Німеччини після проходження всіх перевірок відповідно до законодавства Німеччини.
З 22 червня 2025 року перебуває під санкціями РНБО України.

## Життєпис
Народився 31 березня 1969 в узбецько-російській родині. Згідно з даними опозиційних українських ЗМІ, у зрілому віці змінив прізвище Кадиров на Онищенко, а також ім'я по батькові з Раджабович на Романович.
- Мати — Інесса Петрівна Кадирова (нар. 17.03.1945), розшукується українською прокуратурою, звинувачується НАБУ як співзасновниця так званої «газової схеми» Онищенка[10].
- Батько — Раджаб Кадиров, високопосадовий офіцер МВС СРСР, пізніше — заступник міністра внутрішніх справ Узбекистану.

Майстер спорту з боксу, має кримінальне минуле. Входив до банди «Киселя»[неавторитетне джерело], був «бригадним», що збирав рекетирську «данину» на Володимирському ринку Києва.[неавторитетне джерело]
Відповідно до власноруч написаної біографії: 1990 закінчив Харківське військове училище тилу й отримав кваліфікацію офіцера «з поглибленим знанням німецької та англійської мов».
У 1990-1997 займався підприємницькою діяльністю в сфері палива та енергетики.
У 1992-1997 займався громадською діяльністю на посаді заступника голови правління Дніпровського району відділення Спілки ветеранів Афганістану Києва.
У 1998 обраний віце-президентом Всеукраїнської спортивної громадської організації «Федерація кінного спорту України», а з 1999 бере участь у змаганнях національного та міжнародного рівня.
У 2002 обраний президентом Федерації кінного спорту України, обіймає цю посаду і до цього дня.
З 2007 працював помічником міністра Відділу забезпечення діяльності Міністерства надзвичайних ситуацій України.
У 2008 здобув другу освіту в Національному транспортному університеті. Спеціальність — економіка підприємства. У тому ж році сформував склад Національної збірної команди з кінного спорту, особисто виступав за Україну в конкурсі на Олімпійських іграх в 2008 року в Китаї.
31 жовтня 2010 обраний депутатом Київської обласної ради від Партії регіонів.
Журнал «Фокус» двічі вносив ім'я Олександра Онищенка в рейтинг «200 найбагатших людей України»: в 2011 році (182 місце, стан — $ 37,7 млн). І в 2012 році (179 місце, стан — $ 37,7 млн). З власних слів володіє п'ятьма мовами (серед них не вказував знання української). У 2012 взяв участь в літніх Олімпійських іграх в Лондоні у змаганнях з кінного спорту. В особистому конкурсі Онищенко вибув у першому кваліфікаційному раунді, набравши 18 штрафних очок і посівши 70-е місце. Напередодні виборів у Верховну Раду восени 2012 року профінансував приїзд в Кагарлик голлівудського актора Жана-Клода Ван Дамма на презентацію фільму за участю зірки «Нестримні 2».
Восени того ж року Онищенко став нардепом ВРУ VII скликання від «Партії регіонів», обраний за виборчим округом № 93.
У березні 2013 року заявив, що не буде висувати свою кандидатуру на пост президента Федерації Кінного спорту України через депутатську діяльність. Однак, і донині продовжує фінансувати команду та виступати у її складі.
З листопада 2014 по 2016 перебував народним депутатом України VIII скликання, заступником голови Комітету з питань паливно-енергетичного комплексу, ядерної безпеки та ядерної політики Верховної Ради України.

## Розслідування та втеча з України

Країни, в яких Олександр Онищенко потрапив під санкції

16 червня 2016 року апарат ВРУ зареєстрував подання про зняття недоторканності, затримання і арешт депутата Онищенка. 17 червня суд постановив заарештувати або відпустити під заставу в розмірі 200 млн гривень одного з підозрюваних у справі Онищенка. Від САП його справою займались прокурори Роман Симків і Андрій Перов. 19 червня депутат Онищенко заявив, що кримінальне переслідування проти нього пов'язано зі спробою відібрати в нього бізнес, а 22 червня подав до суду на Генпрокуратуру і НАБУ й вимагає спростування заяви керівника Спеціалізованої антикорупційної прокуратури Назара Холодницького, який назвав його організатором злочинної схеми.
5 липня Верховна Рада скасувала депутатську недоторканність і дала згоду на притягнення до кримінальної відповідальності Онищенка. 27 липня 2016 року, генпрокурор Луценко підписав повідомлення про підозру Олександру Онищенку в скоєнні злочинів, передбачених ч. 1 ст. 255, ч. 4 ст. 28, ч. 5 ст. 191, ч. 4 ст. 28, ч. 2 ст. 205, ч. 4 ст. 28, ч. 3 ст. 209, ч. 4 ст. 28, ч. 2 ст. 364-1, ч. 4 ст. 28, ч. 2 ст. 366 Кримінального кодексу України. 29 липня Онищенко заявив, що він у Лондоні, і повідомив, що звернувся до влади Великої Британії із проханням надати йому політичний притулок. Тоді ж Національне антикорупційне бюро України (НАБУ) викликало на допит Онищенка як підозрюваного на 2 серпня. 9 серпня Солом'янський районний суд Києва дозволив затримання й арешт Онищенка. 10 серпня Національне антикорупційне бюро України (НАБУ) оголосило в розшук Онищенка. 19 жовтня НАБУ повідомило про те, що виявило наявність в Онищенка паспорта громадянина Греції.
1 грудня СБУ повідомила, що стосовно Онищенка розслідується кримінальне провадження за ст. 111 Кримінального кодексу України (державна зрада), а також про факт отримання Онищенко громадянства РФ. 3 грудня Олександр Онищенко заявив, що передав спецслужбам США компрометуючі матеріали щодо Президента Петра Порошенка. Він звинуватив президента України у підкупі депутатів, рейдерстві та збагаченні на корупційних схемах.
Станом на 2016 рік «Промінвестбанк» намагався через Печерський районний суд міста Києва стягнути з народного депутата України Олександра Онищенка заборгованість за кредитним договором у розмірі 428 млн грн.
На початку 2017 року вступив до партії «5.10». 30 березня правоохоронці в Іспанії затримали матір Онищенка Інесу Кадирову за вимогою департаменту Інтерполу і Європолу України, яка розшукується НАБУ для притягнення до кримінальної відповідальності за вчинення злочинів, передбачених ч. 1 ст. 255 (створення злочинної організації), ч. 4 ст. 28, ч. 5 ст. 191 (привласнення, розтрата майна або заволодіння ним шляхом зловживання службовим становищем), ч. 2 ст. 209 (легалізація (відмивання) доходів, одержаних злочинним шляхом) Кримінального кодексу України. За результатами розгляду Іспанським судом у запиті на екстрадицію Кадирової І. П. до України було відмовлено. Кадирова І. П. добровильно повернулася до України. 3 травня прес-секретар Національної поліції України Ярослав Таркан повідомив, що Інтерпол відмовився оголошувати у розшук Олександра Онищенка щодо «газової справи», розслідування якої веде НАБУ.
25 липня 2019 року на летовищі Бориспіль детективи НАБУ повторно заарештували Інесу Кадирову, яка була учасницею газових схем свого сина щодо договорів компанії Укргазвидобування. Двома тижнями раніше НАБУ отримало дозвіл на заочне засудження Онищенка.

#### Проживання у Німеччині
29 листопада 2019 року Олександра було заарештовано в німецькому Аахені за запитом НАБУ, після чого місцевий суд почав розгляд рішення щодо його екстрадиції до України. 11 лютого 2020 року стало відомо, що Онищенко просив політичного притулку в Німеччині. 27 травня того ж року Вищий земельний суд Ольденбурга відмовився екстрадувати Онищенка до України, офіційною причиною було те, що німецький суд не впевнений, що кримінальне переслідування Онищенка не є політичним. У Спеціалізованій антикорупційній прокуратурі, своєю чергою, зауважили, що вказане рішення суду може бути переглянуто в разі появи нових обставин.
В Німеччині Онищенко придбав старий маєток зі стайнями, що зветься хутір Айнхаус поблизу містечка Герцлаке, що розташоване недалеко від кордону з Нідерландами. Вступив до місцевої Ольдербурзької Асоціації конкурного конярства (нім. Springpferdezuchtverband Oldenburg-International), бере участь у місцевих змаганнях. Пообіцяв бургомістру містечка Герцлаке, що розбудує місцеву кінно-спортивну інфраструктуру і буде проводити міжнародні змагання з кінного спорту. За повідомленням DW, бургомістр селища Герцлаке Ганс Бескен (Hans Bösken) розраховує, що невдовзі колишній український політик матиме німецький паспорт. Бескен особисто сприяє Онищенку в отриманні німецького громадянства, зокрема, звернувся до вищих інстанцій з рекомендаційним листом, в якому наголосив на визначній ролі, яку український мультимільйонер відіграє для його громади.

#### Санкції США
10 січня 2021 року Управління контролю за іноземними активами Міністерства фінансів США запровадило проти Онищенка персональні санкції за втручання в американські вибори та участь в російській мережі зовнішнього впливу (зокрема, в російській кампанії з дезінформації), яка пов'язана з народним депутатом України Андрієм Деркачем.
У 2022 році отримав македонське громадянство, що викликало обурення серед македонських політиків.
5 квітня 2024 року судді ВАКС призначили Онищенку 15 років позбавлення волі з конфіскацією майна (заочно). Його визнали винним в організації «газової схеми» — однієї з наймасштабніших корупційних схем в історії України. Через це компанія «Укргазвидобування» зазнала понад 740 мільйонів гривень збитків. Вирок ухвалили судді Леся Федорак, Віктор Маслов та Ігор Строгий.

## Приватне життя
Онищенко має дочку 1994 року народження. До 2009 року був одружений з однією з зірок спонсорованих ним конкурсів «Міс Україна», моделі — «Міс Україна-1997» Ксенії Кузьменко (1979 р. н.). Тривалий час жив з нею в Бельгії. Має з нею сина Олександра 2002 р. нар. (всього у К. Кузьменко троє дітей від двох чоловіків). Перед розлученням звинувачував її в «подіумних замашках». Після розлучення О. Онищенко залишив їй з 8-річним сином нерухомість і давав гроші на «особисті витрати».
Був у стосунках з українською фотомоделлю Сніжаною Онопко, весілля з нею було заплановано на грудень 2009, але так і не відбулося. Розлучився із нею на початку 2010. За повідомленнями українських ЗМІ, був у стосунках з колишньою тенісною зіркою Мартіною Хінгіс. 2017 року від шлюбу з Ганною Різатдіновою народився син Роман. Через два роки, у 2019 році, подружжя розлучилося.
У жовтні 2021 року в Онищенка в місті Анкум, Німеччина народилася дочка.

## Власність

### в Німеччині
- хутір поблизу містечка Герцлаке за адресою: Einhaus 23, 49770 Herzlake, Deutschland — маєток, стайні, іподром.
- фірма Gut Einhaus Liegenschafts GmbH — придбав 17.05.2017 у попереднього власника Ференца Центірмая[63].

### в Україні
- фірма ТОВ «Нафтогаззбут».
- «меценатська організація» TOP Ukraine — фундатор конкурсів краси «Міс Україна» та «Міс Україна — Всесвіт».
- літак Embraer Legacy 600 EMB-135BJ (бортовий номером PH-ARO) на 13 пасажирів, ціна 20 млн USD.

## Адреси та помешкання
- Бельгія
- Лондон, Велика Британія
- на час придбання хутору в Герцлаке 17 травня 2017 вказав власну адресу в Іспанії — Oleksandr Onyshchenko, Gava (Barcelona) / Spanien(нім.)[64]

## Меценатська та благодійна діяльність
- колишній президент Федерації кінного спорту України.
- президент благодійного фонду «Родина» (засн. 2009), засновник Міжнародної меценатської організації «TOP Ukraine».